# 바퀴버섯과
바퀴버섯과(Orbiliaceae)는 자낭균류과의 하나이다. 바퀴버섯강(Orbiliomycetes)과 바퀴버섯목(Orbiliales)의 유일한 과이다.

## 하위 속
| - Arthrobotrys - Brachyphoris - Dactylella - Dactylellina - Dicranidion - Duddingtonia | - Dwayaangam - Gamsylella - Hyalorbilia - Monacrosporium - Orbilia - Pseudorbilia |